# Johan Henrik Furumark
Johan Henrik Furumark, född 2 november 1770 i S:t Michel, död 10 december 1835 på sin egendom Sockala vid S:t Michel, var en finländsk militär. 
Furumark genomgick Haapaniemi krigsskola, bevistade Gustav III:s ryska krig 1788–89 och var, då finska kriget 1808 började, major vid Savolax fotjägarregemente. Han utmärkte sig i slaget vid Revolax, sårades i slaget vid Karstula och låg därefter sjuk under arméns reträtt norrut. 
År 1809, då ryska trupperna gått över Kvarken, var Furumark, som blivit utnämnd till överstelöjtnant, posterad vid Holmön i spetsen för en obetydlig styrka. Han var nära att bli kringgången, men räddade sig och sin trupp genom ringa förlust verkställt återtåg. Sedermera beordrades han att med 650 man tåga till Skellefteå för att undanskaffa kronans därvarande förråd, men blev omringad av en överlägsen fientlig styrka och den 15 maj 1809 tillfångatagen med hela sin trupp. Han erhöll 1810 avsked ur svensk krigstjänst med överstevärdighet.